# آسواض
آسواض، تاسواض أو آسباد هو طبق تقليدي جزائري يعود أصله إلى منطقة القبائل، ويُعتبر جزءًا من المطبخ القبائلي الغني. يُحضره بطرق متنوعة، ولكن الطريقة الأساسية تشمل تحضير العجين المنزلي الذي يُخبز على طاجين الخبز ثم يُقطع إلى قطع صغيرة. تُطهى هذه القطع في الحليب ويُضاف إليها اللبن وقليل من زيت الزيتون أو الزبدة. في بعض المناطق، يُضاف إلى الطبق الخضار أو اللحم حسب التقاليد المحلية. يشتهر هذا الطبق في فصل الشتاء ويرتبط بالمناسبات الاحتفالية والتجمعات العائلية.